# Ephesia suzukii
Ephesia suzukii là một loài bướm đêm trong họ Noctuidae.